# ヴァイルロート
ヴァイルロート (ドイツ語: Weilrod) は、ドイツ連邦共和国ヘッセン州ダルムシュタット行政管区に属すホーホタウヌス郡の町村（以下、本項では便宜上「町」と記述する）である。

## 地理

### 位置
ヴァイルロートはタウヌス山地の尾根の北側、高度 210 m から 600 m に位置している。最寄りの大きな街としては、西にリムブルク・アン・デア・ラーン (22 km)、北にヴェッツラー (25 km)、南にヴィースバーデン (31 km)、東にバート・ホムブルク・フォア・デア・ヘーエ (22 km)、南東にフランクフルト・アム・マイン (33 km) がある。また、中規模都市としては、バート・カムベルク (12 km)、イトシュタイン (15 km)、ニーデルンハウゼン (17 km) がある。

### 隣接する市町村
ヴァイルロートは、北はヴァイルミュンスター（リムブルク＝ヴァイルブルク郡）およびグレーヴェンヴィースバッハ、東はウージンゲン、南はシュミッテン（いずれもホーホタウヌス郡）およびヴァルトエムス（ラインガウ＝タウヌス郡）、西はバート・カムベルクおよびゼルタース (タウヌス)（ともにリムブルク＝ヴァイルブルク郡）と境を接している。

### 自治体の構成
ヴァイルロートの町は13の地区で構成されている。

ヴァイルロートの地区図

| 市区                         | 市区            | 紋章                       | 合併時期       | 人口（人） | 中核地区からの距離 |
| ---------------------------- | --------------- | -------------------------- | -------------- | ---------- | ------------------ |
| アルトヴァイルナウ           | Altweilnau      | Wappen von Altweilnau      | 1970年12月1日  | 751        | 2.0 km             |
| クラッツェンバッハ           | Cratzenbach     | Wappen von Cratzenbach     | 1971年12月31日 | 218        | 2.5km              |
| エンマースハウゼン           | Emmershausen    | Wappen von Emmershausen    | 1972年8月1日   | 463        | 4.5km              |
| フィンステルンタール         | Finsternthal    | Wappen von Finsternthal    | 1970年12月1日  | 190        | 4.45km             |
| ゲミュンデン                 | Gemünden        | Wappen von Gemünden        | 1971年12月31日 | 485        | 2.97km             |
| ハッセルバッハ               | Hasselbach      | Wappen von Hasselbach      | 1972年8月1日   | 966        | 5.2 km             |
| マウロフ                     | Mauloff         | Wappen von Mauloff         | 1970年12月1日  | 368        | 5.7km              |
| ノイヴァイルナウ             | Neuweilnau      | Wappen von Neuweilnau      | 1970年12月1日  | 160        | 2.0 km             |
| ニーダーラウケン             | Niederlauken    | Wappen von Niederlauken    | 1972年8月1日   | 434        | 1.72 km            |
| オーバーラウケン             | Oberlauken      | Wappen von Oberlauken      | 1972年8月1日   | 327        | 1.05km             |
| リーデルバッハ               | Riedelbach      | Wappen von Riedelbach      | 1970年12月1日  | 1,089      | 3.7km              |
| ロート・アン・デア・ヴァイル | Rod an der Weil | Wappen von Rod an der Weil | 1972年8月1日   | 920        | 2.82km             |
| ヴィンデン                   | Winden          | Wappen von Winden          | 1972年12月31日 | 125        | 5.9km              |

## 歴史

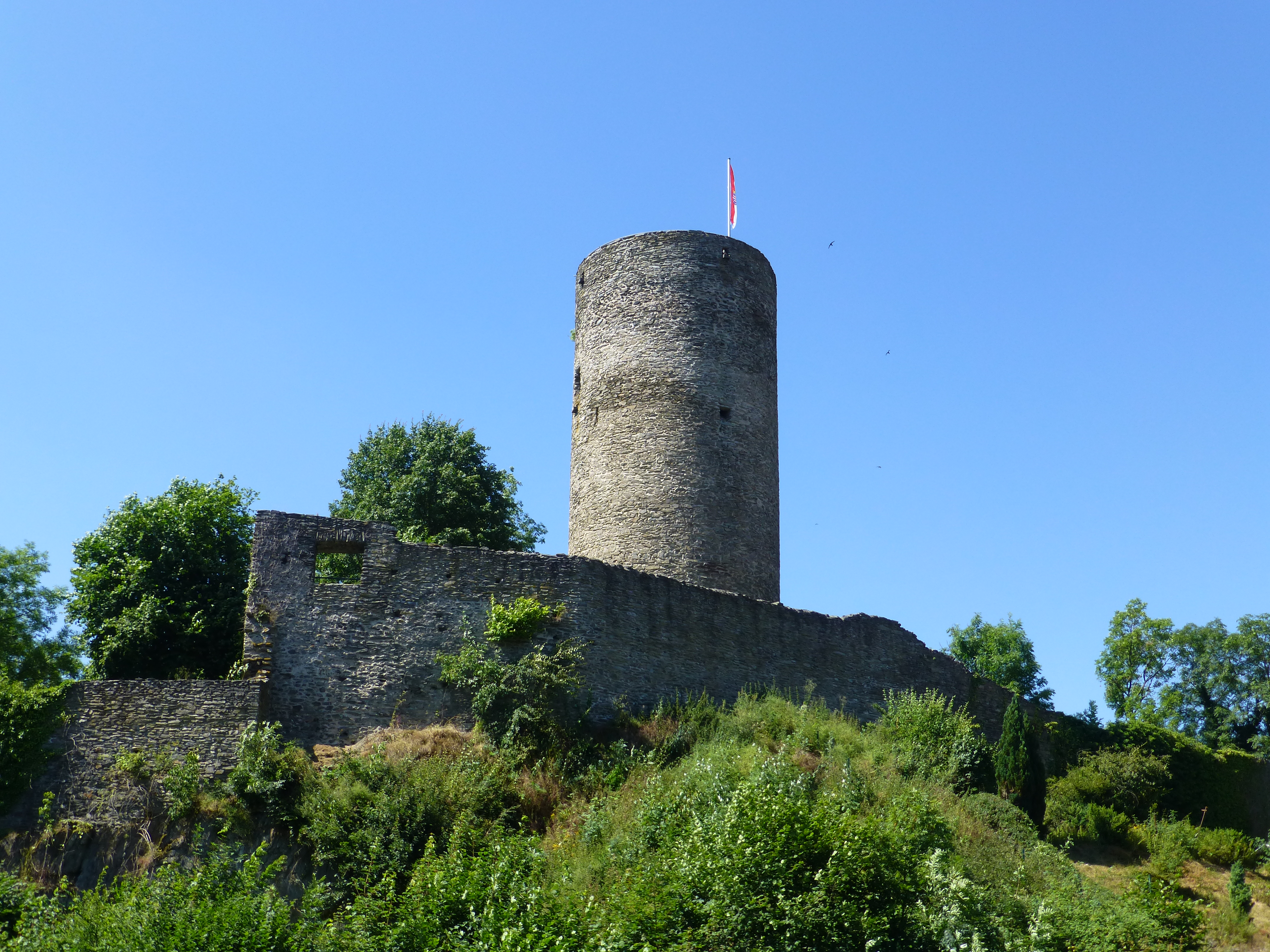
アウトヴァイルナウ城趾

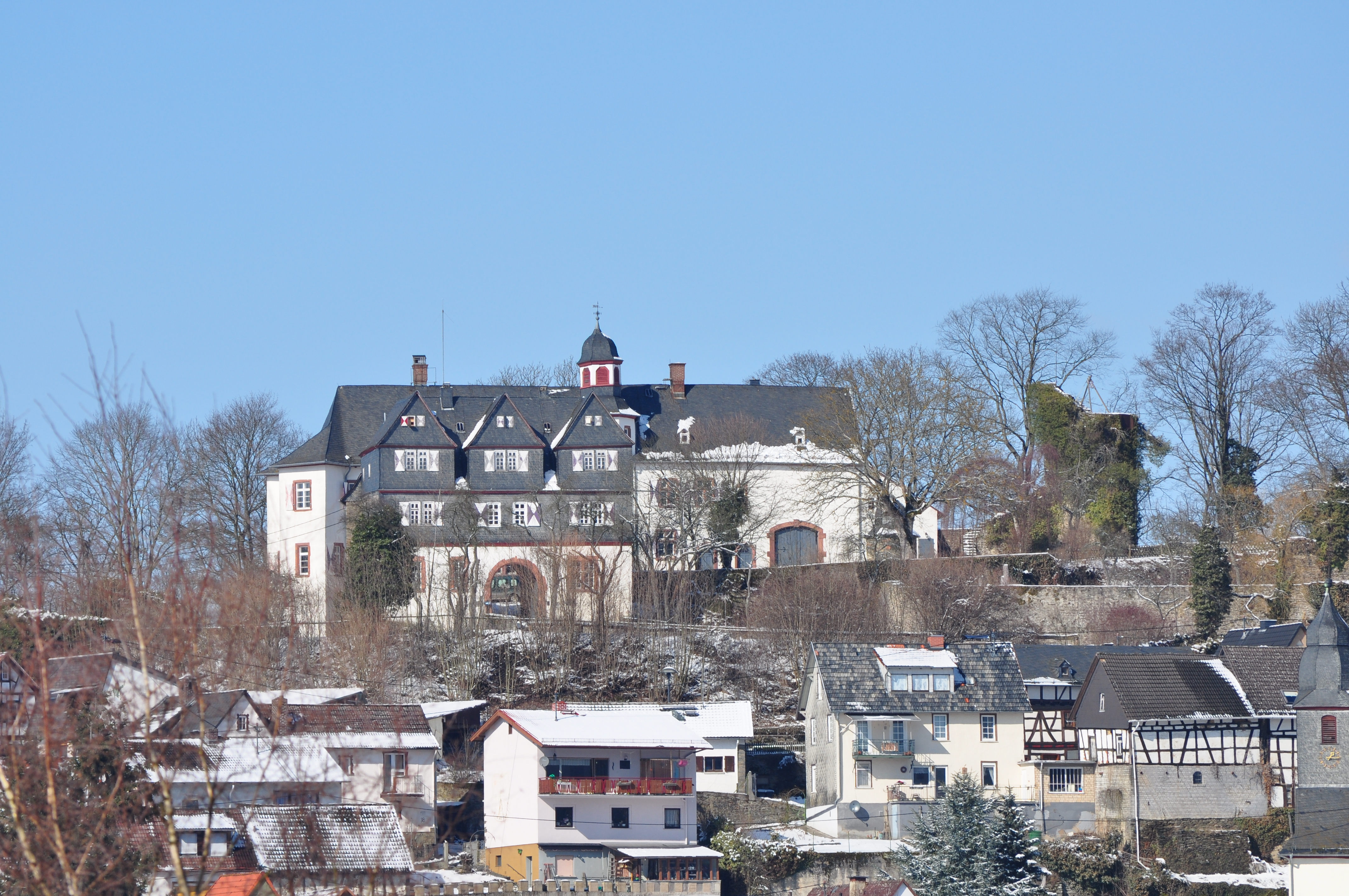
ノイヴァイルナウ城

ロート・アム・ヴァイル近郊に先史ケルト時代のレントマウアー環状土塁がある。この地域で最初の文献記録が遺されているのはマウロフ (Mauloff) で、1156年に Mulefo として記録されている。アルトヴァイルナウ城趾の堂々たる円塔は、1200年頃に建造されたものである。ヴァイルナウ伯がディーツ伯から最終的に分離された谷の向かい側に、1302年にノイヴァイルナウ城が築かれた。この城砦は、16世紀に城館に改築された。
1970年12月1日にアルトヴァイルナウ、フィンステルンタール、マウロフ、ノイヴァイルナウ、リーデルバッハが自由意思に基づき合併してヴァイルナウが成立した。同じく1971年12月31日にロート・アン・デア・ヴァイル、クラッツェンバッハ、ゲミュンデン、ヴィンデンが自由意思に基づいて合併してロート・アン・デア・ヴァイルが成立した。ヘッセン州の地域再編に伴い、このヴァイルナウ、ロート・アン・デア・ヴァイルおよびエンマースハウゼン、ハッセルバッハ、ニーダーラウケン、オーバーラウケンが1972年8月1日に合併して自治体ヴァイルロートが成立した。
ヴァイルロートを形成するかつての13の町村に相当する地区はそれぞれ、地区議会と地区長を有する行政地区を形成している。この行政地区の境界は特に定められておらず、かつての町村境が適用されている。

### 地名の由来
ヴァイルロート (Weilrod) という地名は、この地域のかつての町村名に多く用いられていたシラブルである Weil と Rod を結合したものである。このシラブルはそれぞれ、ヴァイルロートと隣のシュミッテンを流れるヴァイル川と、「開墾する」という意味の単語 roden に由来する。
以下の地区でこの2つのシラブルが用いられている。
- ノイヴァイルナウ (Neuweilnau) とアルトヴァイルナウ (Altweilnau)（Weil + Aue = ヴァイル川の川辺の草地）
- ロート・アン・デア・ヴァイル (Rod an der Weil)（Rod(-en) + Weil = ヴァイル川沿いの開墾地）
- リーデルバッハ (Riedelbach)（Roden + Bach = 開墾地の小川）

特殊な由来を持つのがマウロフ (Mauloff) で、これには伝承がある。この一般的なモデルに当てはまらない地名は、伝承と歴史のすぐれた結果である。それによれば、この村には初め名前がなかった。この状況を変えるために村長が会議を召集した。しかし何の結果も得られず、皆困惑し黙ってしまったので、この後最初に言われた言葉を村の名前にしようと決めた。長い沈黙が続き、村長がとうとう我慢しきれずに「何とか言え！」(Maul off!、現代ドイツ語では Mund auf!) と叫んだ。マウロフは、1156年におそらく中世の峠道であるレン街道の宿駅 Mulefo として初めて記録されている。

## 行政

### 町議会
ヴァイルロートの町議会は27議席からなる。

### 首長
ヴァイルロートの町長は、2017年からゲッツ・エッサー (FWG) が務めている。

### 姉妹自治体
- ビリー＝ベルクロー（フランス語版、英語版）（フランス、パ＝ド＝カレー県）2001年

## 経済と社会資本

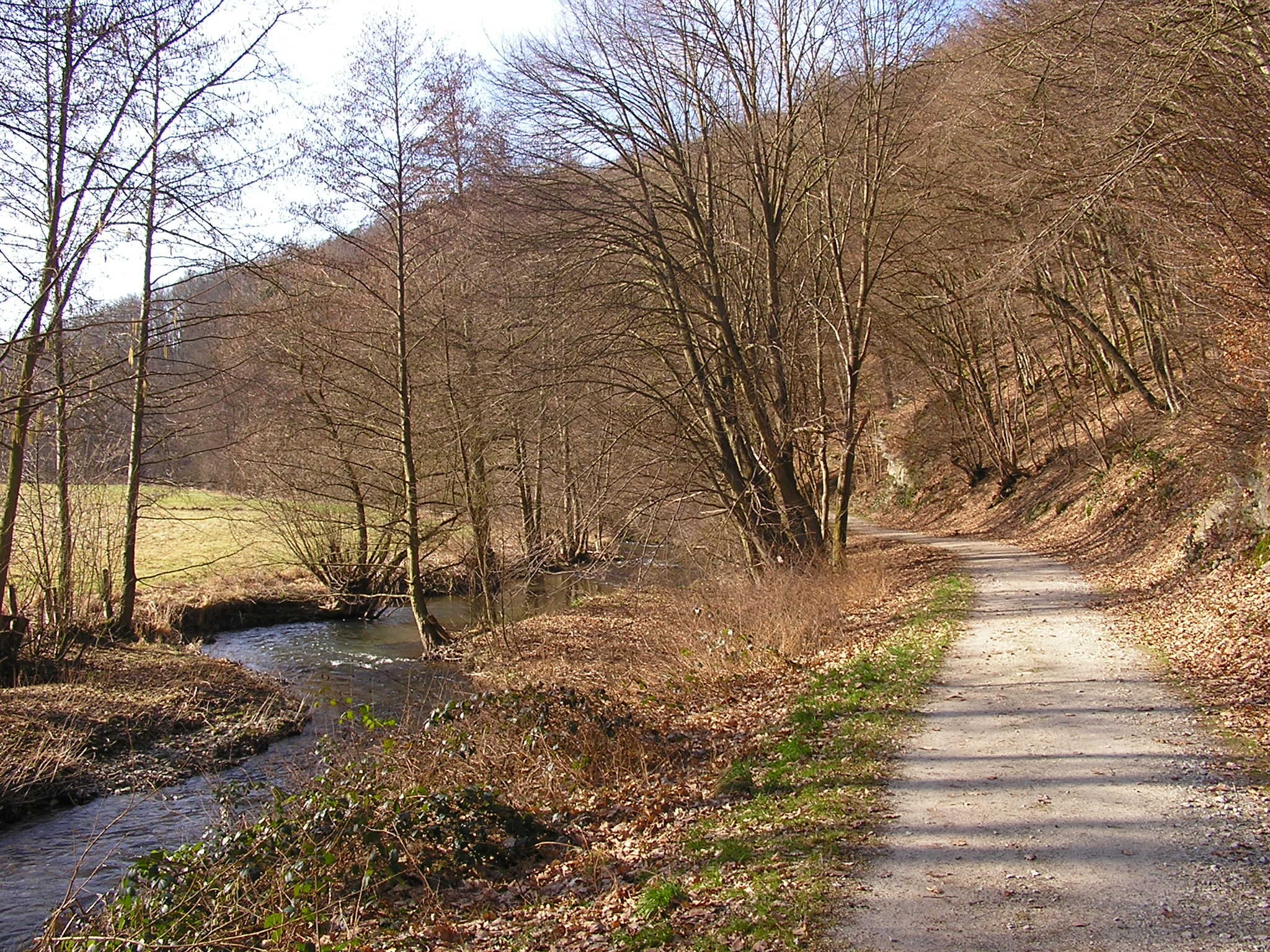
ヴァイルタールヴェーク

1950年代の経済復興期、現在ヴァイルロートを形成している村落は、近隣のライン＝マイン地方の住民に人気の保養地であった。やがて観光業は衰退したが、この地域の景観は、ハイキング客やサイクリング客を惹きつけた。この点で遊歩道「ヴァイルタールヴェーク」が重要な役割を演じた。音響機器メーカーのカントン電子がヴァルロートで設立され、現在も本社を置いている。工具会社のマニア・テクノロジーは、リーデルバッハ地区に田舎の景観とマッチしたバンガロー風の本社を構えている。ハッセルバッハでは、設備・管理・工業技術 AZ（アンネ＝ツィンマーマン）が設立された、その後継会社であるAZインドゥストリーテクニークが今も本社を置いている。さらに多くのセミナーホテルや講習企業が存在する。

## 人物

### ゆかりの人物
- イヴァン・レブロフ（ドイツ語版、英語版）（1931年 - 2008年）歌手。シュミッテンとの町境アルトヴァイルナウ地区（ヴァイルシュタイン城）に住んだ。